# Stigmergie
Stigmergie ist ein Konzept zur Beschreibung einer besonderen Form der Koordination von Kommunikation in einem dezentral organisierten System, das eine große Anzahl von Individuen umfasst. Dabei kommunizieren die Individuen des Systems nicht unmittelbar, sondern nur indirekt miteinander, indem sie ihre lokale Umgebung modifizieren. Das gemeinsam Erstellte wird gleichsam zum Auslöser (vergl. Emergenz) von Anschlussaktivitäten und zur allgemeinen Anleitung dafür, wie mit dessen Erstellung fortzufahren ist.
Unterschieden wird die sematektonische von der markerbasierten Stigmergie. Bei der sematektonischen Stigmergie beeinflusst der augenblickliche Zustand der Aufgabenerfüllung (zum Beispiel der Stand und die Merkmale des Nestbaus) das Verhalten der miteinander kommunizierenden Individuen; bei der markerbasierten Stigmergie sind es hingegen aufgabenunabhängige Marker (zum Beispiel Geruchs- und andere Botenstoffe), die in der Umwelt platziert wurden.
Der Begriff stammt von den griechischen Wörtern Stigma (στιγμα) für Markierung und Ergon (εργον) für Arbeit ab.

## Funktionsprinzip
Das Prinzip basiert darauf, dass eine in einer Umgebung gelegte Spur die Ausführung der nächsten Aktivität anregt – durch die gleiche oder eine andere Beteiligte. Auf diese Weise tendieren die jeweils nachfolgenden Aktivitäten dazu, sich zu verstärken und aufeinander aufzubauen, was zu einer spontanen Emergenz kohärenter und offensichtlich systematischer Aktivitäten führt. Stigmergie ist eine Form der Selbstorganisation. Sie erzeugt komplexe, möglicherweise intelligente Strukturen ohne jeglichen Bedarf nach Planung, Kontrolle oder auch direkter Kommunikation zwischen den Beteiligten.

## Stigmergie in der Natur
Stigmergie wurde zuerst in der Natur beobachtet. Beispielsweise kommunizieren Ameisen bei der Futtersuche indirekt miteinander, indem sie entlang ihrer Straßen Pheromone hinterlassen: Eine Ameisen-Kolonie ist somit ein stigmergisches System.
Ein anderes Beispiel sind die Hügel, die von Termiten errichtet werden. Diese Insekten kommunizieren beim Bau ihrer hochkomplexen Strukturen ebenfalls mittels Pheromonen: Jedes Tier trägt ein Partikel feuchten Erdreichs aus seiner Umgebung herbei, versieht das Partikel mit Pheromonen und platziert es im gemeinsamen Gebäude. Termiten werden von den Pheromonen der Artgenossen ihrer Kolonie angezogen, und es ist daher in einem höheren Maße wahrscheinlich, dass sie ihr Erdreichpartikel in der Nähe eines Orts platzieren werden, an dem bereits andere Termiten die ihren hinterlassen haben. Dies führt allmählich dazu, dass Säulen, Bögen, Tunnel und Kammern erbaut werden. Marker können jedoch veralten, diffundieren, verdunsten usw., so dass sich nicht immer ein effektiv koordiniertes Vorgehen ergibt.

## Stigmergie in technischen Systemen
Stigmergie hat ihren Platz auch im Internet, wo viele Anwender (Agenten) miteinander kommunizieren, indem sie ihre gemeinsame virtuelle Umgebung modifizieren (commons-based peer production). Ein direkter Nachrichtenaustausch wäre dabei dysfunktional. Vielmehr werden Nachrichten lokal abgespeichert und von den beteiligten Agenten aufgefunden, deren nächste Handlungen sie bestimmen. Allerdings können die lokal abgelegten Informationen veralten. So ist nicht immer eine optimale Lösung garantiert.
Ein gutes Beispiel hierfür ist die Wiki-Technologie. Der Inhalt eines Wikis ist mit einem Termitenhügel vergleichbar: Ein Individuum hinterlässt den Keim zu einer Idee (zum Beispiel den Beginn eines Artikels in Wikipedia), der wiederum andere Benutzer anzieht. Aufbauend auf einem unscheinbaren Beginn wird so allmählich das anfängliche Konzept zu einer komplexen Struktur miteinander verknüpfter Inhalte fortentwickelt, ohne dass zwingendermaßen direkter Kontakt zwischen den Bearbeitern stattfinden muss, d. h. Komplexität kann auch durch indirekte Koordination oder indirekte Kollaboration entstehen.
Ein anderer möglicher Anwendungsbereich ist die Optimierung von Transportrouten in der Logistik. Hier könnten z. B. Transportfahrzeuge Marker (z. B. Infochemikalien) an von ihnen besuchten Stationen ablegen. Auch die Eigenschaft der Marker, zu diffundieren oder zu verdunsten, kann technisch gezielt genutzt werden.
Auch im Commons-Diskurs spielt Stigmergie eine Rolle, wenn es darum geht, wie sich komplexe gesellschaftliche Strukturen jenseits von Markt und Staat koordinieren können.

## Historischer Hintergrund
Der Begriff Stigmergie wurde 1959 vom französischen Biologen Pierre-Paul Grassé (1895–1985) mit Bezug auf das Verhalten von Termiten eingeführt. Er definierte ihn als: Stimulation von Arbeiterinnen durch das von ihnen Erschaffene. Stigmergie wurde später auch in der experimentellen Forschung im Zusammenhang mit Automatisierung, Multiagentensystemen, Schwarmintelligenz und Kommunikation in Computer-Netzwerken verwendet.